# Snowboard under vinter-OL 2010 – Kvindernes halfpipe
Kvindernes halfpipe under Vinter-OL 2010 blev afholdt 18. februar 2010 ved Cypress Mountain i Vancouver, Canada.

## Resultat
| Plac. | Bib | Navn              | Land       | Løb 1 | Løb 2 | Bedste | Noter  |
| ----- | --- | ----------------- | ---------- | ----- | ----- | ------ | ------ |
| 1     | 1   | Torah Bright      | Australien | 5.9   | 45.0  | 45.0   |        |
| 2     | 14  | Hannah Teter      | USA        | 42.4  | 39.2  | 42.4   |        |
| 3     | 12  | Kelly Clark       | USA        | 25.6  | 42.2  | 42.2   |        |
| 4     | 7   | Liu Jiayu         | Kina       | 39.3  | 34.9  | 39.3   |        |
| 5     | 8   | Sophie Rodriguez  | Frankrig   | 34.4  | 8.3   | 34.4   |        |
| 6     | 26  | Mercedes Nicoll   | Canada     | 34.3  | 2.9   | 34.3   |        |
| 7     | 4   | Sun Zhifeng       | Kina       | 29.8  | 33.0  | 33.0   |        |
| 8     | 15  | Holly Crawford    | Australien | 23.9  | 30.3  | 30.3   |        |
| 9     | 28  | Ursina Haller     | Schweiz    | 27.9  | 18.1  | 27.9   |        |
| 10    | 3   | Elena Hight       | USA        | 24.6  | 16.0  | 24.6   |        |
| 11    | 6   | Gretchen Bleiler  | USA        | 11.0  | 14.7  | 14.7   |        |
| 12    | 22  | Queralt Castellet | Spanien    |       |       |        | Skadet |

## Ekstern Henvisning
- Vinter-OL 2010:Kvindernes halfpipe – Det fulde resultat